# Tehkummah
Tehkummah är en kommun i Kanada.   Den ligger i provinsen Ontario, i den sydöstra delen av landet, 500 km väster om huvudstaden Ottawa. Tehkummah ligger 217 meter över havet och antalet invånare är 406.